# Amstel Gold Race 2016
Amstel Gold Race 2016 var den 51. udgave af cykelløbet Amstel Gold Race og var det ellevte arrangementet på UCI's World Tour-kalender i 2016 og blev arrangeret 17. april 2016. Løbet blev vundet af Enrico Gasparotto fra det professionelle kontinentalhold Wanty-Groupe Gobert, foran danske Michael Valgren fra Tinkoff.

## Hold og ryttere
| | 18 UCI World Tour-hold                                                                       |                                                                                        | 7 Wildcard |
| --- | -------------------------------------------------------------------------------------------- | -------------------------------------------------------------------------------------- | --- |
| - Ag2r-La Mondiale - Astana Pro Team - BMC Racing Team - Cannondale - Dimension Data - Etixx-Quick Step | - FDJ - Team Giant-Alpecin - IAM Cycling - Team Katusha - Lampre-Merida - Team LottoNL-Jumbo | - Lotto-Soudal - Movistar Team - Orica-GreenEDGE - Team Sky - Tinkoff - Trek-Segafredo | - Bardiani CSF - CCC Sprandi Polkowice - Direct Énergie - Nippo-Vini Fantini-Europa Ovini - Roompot-Oranje Peloton - Topsport Vlaanderen-Baloise - Wanty-Groupe Gobert |

### Danske ryttere
- Christopher Juul-Jensen kørte for Orica-GreenEDGE
- Jesper Hansen kørte for Tinkoff
- Michael Valgren kørte for Tinkoff

## Resultater
|    | Rytter             | Hold                | Tid     |
| -- | ------------------ | ------------------- | ------- |
| 1  | Enrico Gasparotto  | Wanty-Groupe Gobert | 6:18.03 |
| 2  | Michael Valgren    | Tinkoff             | + 0     |
| 3  | Sonny Colbrelli    | Bardiani CSF        | + 4     |
| 4  | Bryan Coquard      | Direct Énergie      | + 4     |
| 5  | Michael Matthews   | Orica-GreenEDGE     | + 4     |
| 6  | Julian Alaphilippe | Etixx-Quick Step    | + 4     |
| 7  | Diego Ulissi       | Lampre-Merida       | + 4     |
| 8  | Giovanni Visconti  | Movistar Team       | + 4     |
| 9  | Loïc Vliegen       | BMC Racing Team     | + 4     |
| 10 | Tim Wellens        | Lotto-Soudal        | + 4     |